# Hopewell (Tennessee)
Hopewell – jednostka osadnicza w Stanach Zjednoczonych, w stanie Tennessee, w hrabstwie Bradley.